# Retina
La rètina è la membrana del bulbo oculare interno, adibita alla suddivisione in punti immagine, alla valutazione della luminosità e alla discriminazione dei colori delle immagini refratte dall'ottica dell'occhio (cornea, umor acqueo, cristallino e umor vitreo). Formata dalle cellule recettori, coni e bastoncelli, è responsabile della trasformazione da energia luminosa in potenziale elettrico (impulsi neurali) incanalato tramite il nervo ottico a quella parte del cervello predisposta alla visione (o percezione visiva). 
Secondo alcuni studiosi, la retina è parte stessa del cervello, e non un organo esterno. 

## Vascolarizzazione e innervazione

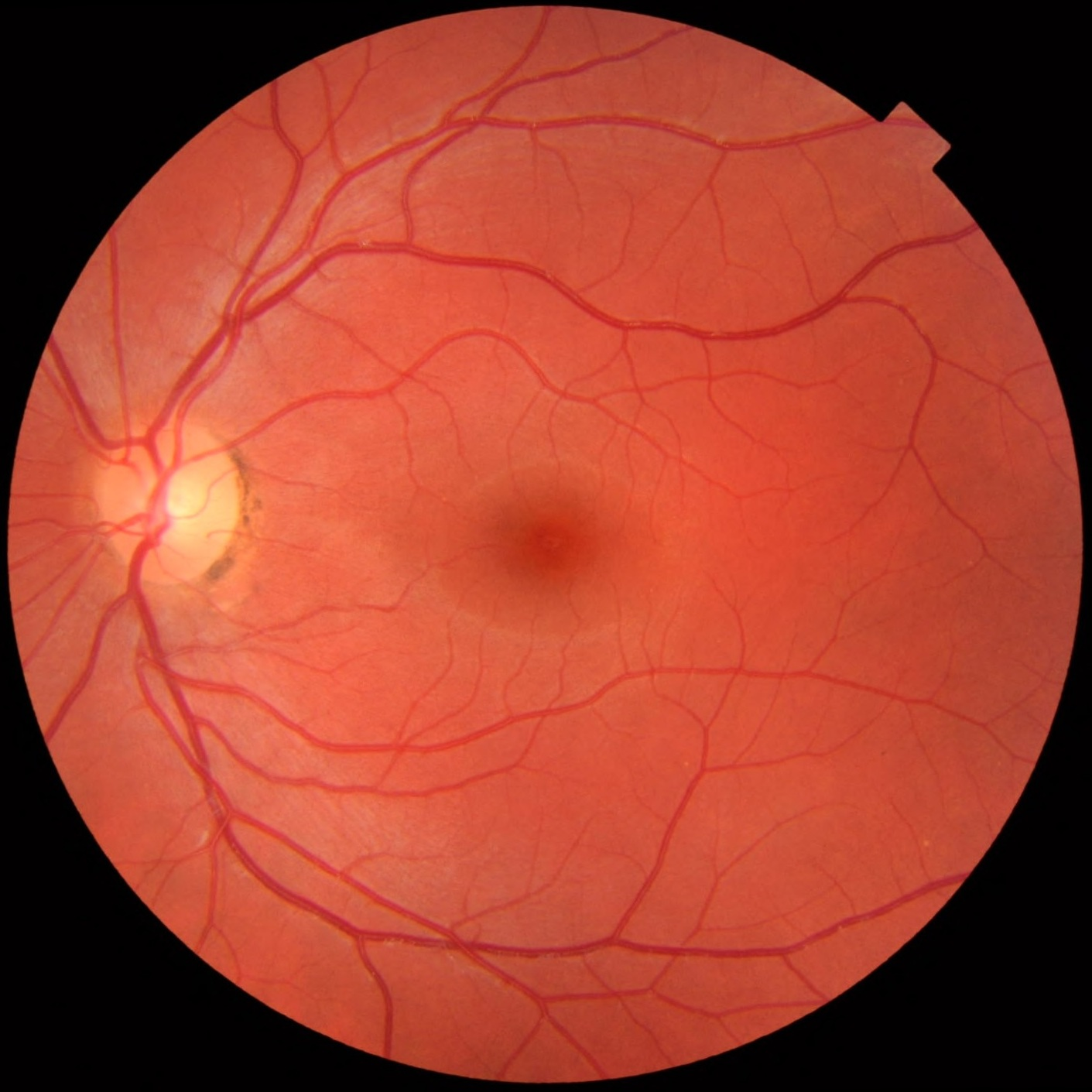
Retinografia in cui sono ben evidenti i vasi retinici

Nella retina sono presenti due dispositivi vascolari indipendenti fra loro e posti nelle facce interne ed esterne: il sistema dell'arteria centrale della retina e il sistema coriocapillare.

### Sistema dell'arteria centrale della retina
L'arteria centrale della retina entra nel bulbo oculare attraverso la papilla ottica e si divide subito in quattro rami che direttisi alla periferia si ramificano ulteriormente senza anastomizzare fra loro. I capillari sono formati da cellule endoteliali uniti da giunzioni molto strette poggianti su una membrana basale e ricoperti da periciti.
Il drenaggio venoso avviene attraverso quattro rami che convergono alla papilla confluendo nella vena centrale della retina.
Nel complesso il sistema dell'arteria centrale della retina è deputato all'irrorazione delle cellule gangliari e bipolari e dello strato delle fibre nervose.

### Sistema coriocapillare
Le arterie ciliari posteriori formano un anello arterioso (o cerchio arterioso o anello di Haller) intorno alla porzione intrabulbare del nervo ottico, decorrono radialmente e terminano quasi subito in capillari dal lume ampio e dalle pareti lasse.
Il drenaggio venoso avviene grazie alle vene vorticose.
Nel complesso è deputato all'irrorazione dell'epitelio pigmentato e dei fotorecettori.

### Drenaggio linfatico
Il drenaggio linfatico si costituisce in spazi perivascolari, che comunicano con gli spazi delle meningi encefaliche dove poi la linfa si riversa.

## Struttura

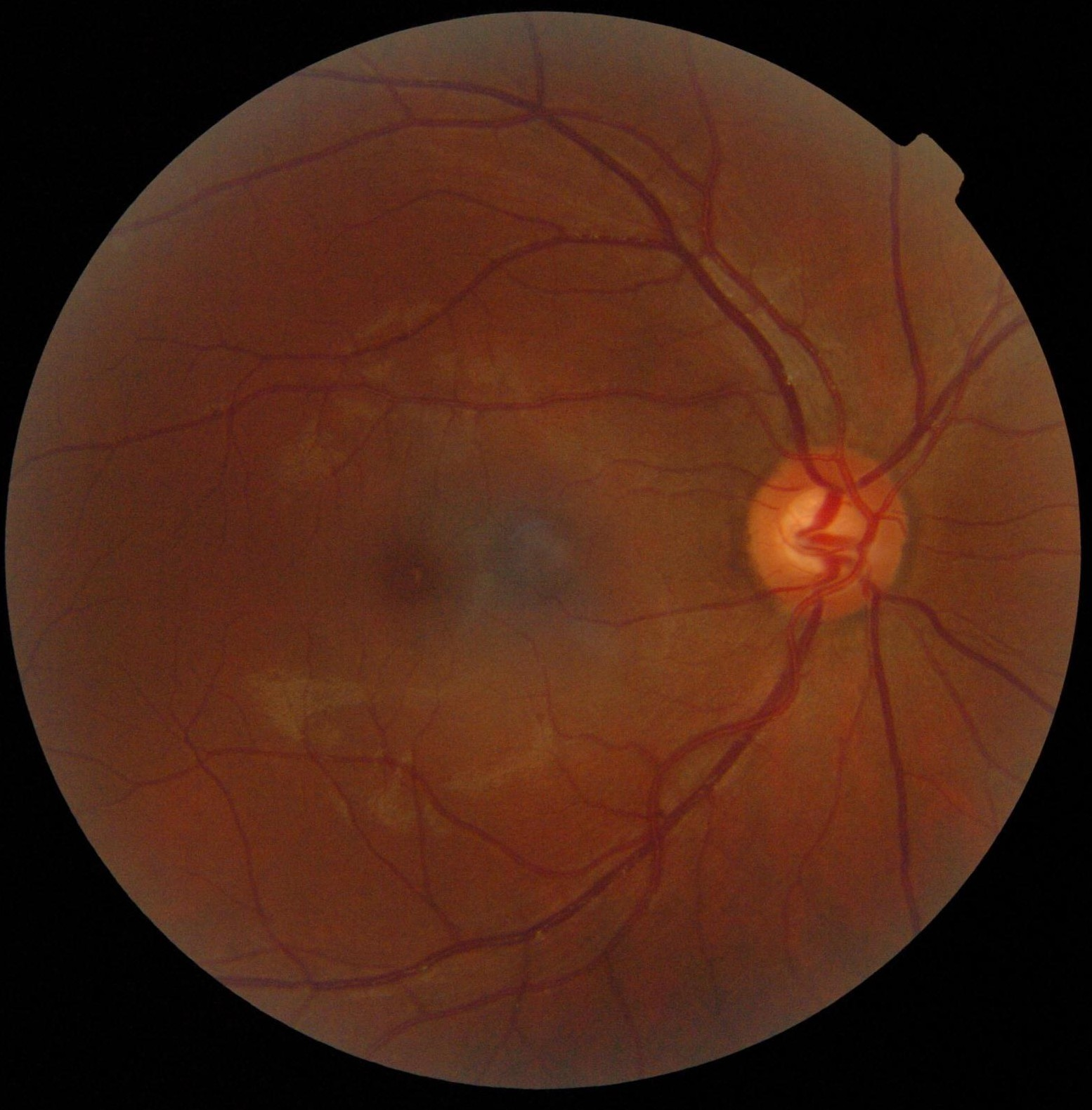
Retinografia della parte posteriore dell'occhio: sono visibili la papilla ottica e la macula

La retina umana presenta uno spessore variabile da un massimo di circa 0,4 mm, della parte centrale opposta alla pupilla dell'iride, fino a 0,1 mm nella parte più marginale, vicino al corpo ciliare. Nel suo complesso, riveste quasi l'intero bulbo oculare interno, coprendo circa 270° della sezione, benché il campo visivo angolare sia mediamente di soli 160° (per singolo occhio). 
La retina è considerata come una estroflessione del diencefalo e viene divisa in tre porzioni: la parte ottica (applicata alla coroide), la parte ciliare (aderente al corpo ciliare) e la parte iridea. Di queste, le componenti ciliare e iridea formano la retina cieca che, sprovvista di recettori, aderisce alle due strutture ed è di natura esclusivamente epiteliale. Solo la parte ottica, quindi, possiede i fotorecettori e, lungo il suo spessore, è suddivisibile in due foglietti: lo strato delle cellule pigmentate (esterno) e la porzione nervosa (interna).
Nella retina è possibile distinguere tre regioni:
- l'ora serrata: è il limite fra la parte ottica e ciliare della retina, è localizzata 6–7 mm dietro la cornea ed è il punto in cui la retina cambia la struttura assottigliandosi[7];
- la papilla ottica: è il punto di convergenza delle fibre nervose per la formazione del nervo ottico ed anche il punto di emergenza dei vasi retinici, presentando al suo centro una depressione nota come escavazione fisiologica[5];
- la  macula lutea: è una regione leggermente ellittica nel polo posteriore dell'occhio per il cui centro passa l'asse visivo dell'occhio (ovvero la direzione dei raggi luminosi)[5], tale centro è noto come fovea o fovea centralis ed è la regione della visione distinta[7].

### Strati retinici

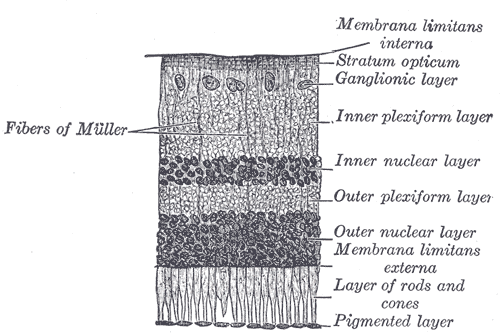
Sezione della retina in cui sono visibili tutti gli strati da cui essa è composta

La retina è costituita da una serie di dieci strati sovrapposti:
- Strato dell'epitelio pigmentato - cellule epiteliali aderenti alla membrana basale della coroide;
- Strato dei fotorecettori o dei coni e dei bastoncelli - dove sono presenti i coni e i bastoncelli;
- Membrana limitante esterna - membrana che separa il fotorecettore con il corpo cellulare dello stesso;
- Strato dei granuli esterno o nucleare esterno - corpo cellulare dei coni e bastoncelli;
- Strato plessiforme esterno - dove il pedicello dei coni/bastoncelli contrae sinapsi con la cellula bipolare;
- Strato dei granuli interno o nucleare interno - corpo cellulare delle cellule bipolari;
- Strato plessiforme interno - dove la cellula bipolare contrae sinapsi con le cellule multipolari;
- Strato delle cellule multipolari - corpi cellulari delle cellule multipolari;
- Strato delle fibre nervose - in cui decorrono le fibre nervose orizzontalmente del nervo ottico;
- Membrana limitante interna - membrana di appoggio a contatto internamente col corpo vitreo;

#### Strato dell'epitelio pigmentato
Questo strato, il più esterno, è formato da cellule epiteliali che aderiscono alla coroide e che contengono la fuscina, un pigmento scuro. Di forma esagonale, inviano sottili espansioni ricche di microvilli fra i coni e i bastoncelli con il compito di fagocitare le membrane dei dischi più esterni, garantendo un rinnovamento delle strutture recettoriali che vengono poi riformate per gemmazione interna.

#### Strato dei fotorecettori
Lo strato dei fotorecettori, come dice il nome, è costituito (in buona parte) da cellule recettori della luce (fotoni); queste sono diversamente sensibili alle radiazioni luminose, e vengono distinte in coni e bastoncelli. Tali cellule sono così chiamate per la forma del loro segmento esterno, detto anche articolo e che occupa proprio questo strato. 
Sono presenti tre tipi di coni, con pigmenti sensibili a tre diverse bande di frequenza (o lung. d'onda in nm) della radiazione elettromagnetica, corrispondenti al giallo (cono-L ~ 580 nm), al verde (cono-M ~ 530 nm) e al indaco (cono-S ~ 440 nm), più spesso indicati/semplificati come rosso, verde e blu, necessari a discriminare i colori nelle condizioni di luce diurna (visione fotopica), più un unico tipo di bastoncelli con presenza di rodopsina, molto più sensibili alla luce rispetto ai coni, ma senza spettro colorimetrico (visione in bianco e nero), nonostante l'assorbenza specifica alle frequenze blu-verdi (~ 480 nm), tipiche della visione scotopica. Entrambi i recettori rimangono in funzione contemporanea in quelle particolari condizioni di luminosità crepuscolare, descritti con valori medi di luminanza tra circa 6 e 0,01 Cd/m2 (o nei limiti, fra 20 e 0,001 Cd/m2). 

Così, la visione diurna è maggiormente sensibile alle frequenze della percezione giallo-verde – ovvero, quelle radiazioni con lunghezza d'onda centrate per convenzione a 550 - 555 nm, riferita all'insieme dei coni L e M – mentre i coni S (indaco o blu-violetto) sono invece dislocati in modo omogeneo su tutta la restante superficie retinica, circondati e distanziati da gruppi di bastoncelli (mediamente tra 6 e 20 circa); ma dei tre coni, gli S sembrano portare un contributo inferiore per ciò che riguarda l'intensità del segnale luminoso.  

Distribuzione e densità dei fotorecettori, coni (cones) e aste o bastoncelli (rods), sulla superficie della retina, con riferimento angolare 0 (zero) centrato sulla fovea.

La distribuzione e densità dei recettori è piuttosto caratteristica (come si vede nella figura a fianco); nel complesso i bastoncelli risultano essere in quantità di circa 10-25 volte tanto i coni (bastoncelli = 75-150 milioni, coni = 6-7 milioni circa). La disposizione dei bastoncelli vede il picco massimo di densità in un anello che circonda la fovea a circa 18° rispetto il centro 0° (a ~ 5 mm di raggio dal centro foveale), zona che definisce anche l'angolo tipico della visione distolta (tra 8° e 16°); mentre nelle vicinanze dell'ora serrata si assiste ad una naturale e progressiva diminuzione del numero di bastoncelli.
Tutti i recettori sono disposti perpendicolarmente alla membrana limitante esterna e rivolgono la loro estremità libera allo strato dell'epitelio pigmentato (rivolti verso l'esterno, dal centro del bulbo oculare): i bastoncelli arrivano a contatto con le cellule, mentre i coni no. Fra la membrana limitante esterna e lo strato epiteliale è compreso l'articolo esterno, conico o cilindrico, formato da dischi di reticolo endoplasmatico impilato, presente solo nei coni (non nei bastoncelli) che sono in continuità con la membrana plasmatica cellulare. Oltre la membrana limitante l'articolo esterno continua con un ciglio, costituito dalla classica formazione a nove coppie di microtubuli, che termina in un centriolo (formato da nove gruppi di tre tubuli ciascuno detto ellissoide) presente nel segmento o articolo interno a cui fa seguito una zona detta mioide, povera di mitocondri, ma ricca di reticolo endoplasmatico e apparato di Golgi. Tale articolo è poi collegato al corpo del recettore tramite la fibra esterna, meglio evidente nei bastoncelli. Il corpo continua con la fibra interna, che termina con la sinapsi.

#### Membrana limitante esterna
Le giunzioni presenti tra le fibre esterne dei recettori e con le espansioni terminali delle cellule di Müller formano la membrana limitante esterna, che separa gli articoli interni dai corpi cellulari delle cellule recettoriali. È sottile e regolare..

#### Strato dei granuli esterni
Tale strato è formato dai corpi cellulari delle cellule recettoriali, separati dai prolungamenti lamellari delle cellule di Müller. Ha uno spessore di 30-40 µm.

#### Strato plessiforme esterno
Lo strato plessiforme è formato da un intreccio di sottili fibre che decorrono in vari sensi. All'interno si trovano le estremità finali delle fibre interne delle cellule recettoriali con i loro i rigonfiamenti terminali (sferule nei bastoncelli e pedicelli nei coni) e quelli delle cellule bipolari, le espansioni delle cellule orizzontali e cellule di Müller che attraversano. Qui sono presenti le sinapsi tra i recettori con le loro fibre interne, gli assoni esterni delle cellule bipolari e le espansioni di quelle orizzontali che formano, in genere, delle triadi nelle quali ciascuna fibra interna recettoriale entra in contatto con il suo rigonfiamento terminale con le espansioni di due cellule orizzontali diverse e un assone di una cellula bipolare.

#### Strato dei granuli interni

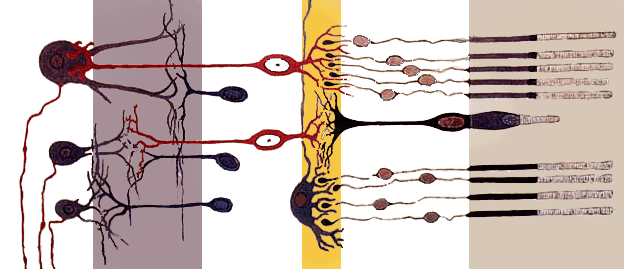
Schema di una sezione retinica con i vari strati, in particolare quelli più interni

Lo strato dei granuli interni è formato dai pirenofori delle cellule bipolari, orizzontali, di Müller e amacrine.

#### Strato plessiforme interno
È formato da un intreccio delle fibre interne delle cellule bipolari, gangliari e amacrine. È costituita da tre bande che, dall'esterno all'interno, sono (tra parentesi il tipo di sinapsi):
- serie di sinapsi fra le cellule bipolari dei coni e le cellule multipolari (off);
- serie di sinapsi fra le cellule bipolari dei coni e le cellule multipolari (on);
- serie di sinapsi fra le cellule bipolari dei bastoncelli e le cellule multipolari (off), detta anche stria dei bastoncelli[11].

#### Strato delle cellule multipolari
Tale strato è formato dai pirenofori delle cellule multipolari i cui dendriti si impegnano nello strato plessiforme interno, mentre gli assoni entrano nella costituzione del nervo ottico. È possibile trovare anche corpo ed espansione di astrociti e alcuni prolungamenti delle cellule di Müller.

#### Strato delle fibre nervose
Questo strato, come dice il nome, è formato da fibre nervose che nascono dalle cellule gangliari. Nella parte anteriore della parte ottica è molto sottile e si inspessisce fino ad arrivare a 20 µm di spessore in prossimità della papilla la quale accoglie al suo centro le fibre provenienti dalle regioni più periferiche e nella periferia quelle provenienti da porzioni più vicine. Le fibre seguono una direzione meridiana che diviene concentrica vicino alla macula.

#### Membrana limitante interna
Tale membrana forma il limite fra retina e corpo vitreo il quale rimane separato tramite una membrana basale. È formata dalla parte terminale delle cellule di Müller e degli astrociti.

### Cellule retiniche
Oltre ai coni e ai bastoncelli di cui si è già accennato nel precedente paragrafo, nella retina sono presenti altre tipologie cellulari che contraggono sinapsi con le cellule recettoriali o che impegnano con le loro fibre i diversi strati.

#### Cellule bipolari
Le cellule bipolari sono neuroni che presentano due assoni, uno esterno che contrae sinapsi con i recettori (strato plessiforme esterno) e uno interno che invece le contrae con le cellule gangliari e con i dendriti delle cellule amacrine (strato plessiforme interno) formando le diadi. Il loro pirenoforo (la parte in cui è situato il nucleo) è contenuto nello strato dei granuli interni.
Tali cellule possono essere distinte in monosinaptiche se contraggono sinapsi con un solo recettore (questo avviene solo con i coni della fovea e tale rapporto 1:1 viene mantenuto anche nelle sinapsi con le cellule multipolari) o multisinaptiche quando effettuano sinapsi con più coni o più bastoncelli (ma mai con coni o bastoncelli insieme).

Un ulteriore distinguo è in base al tipo di eccitazione, quindi cellule on od off.

In ultima si può tenere conto del tipo di sinapsi con i coni e si hanno quindi contatti sinaptici di tipo piano o invaginati.

#### Cellule orizzontali
Sono interneuroni inibitori utilizzanti l'acido γ-aminobutirrico come neurotrasmettitore. Sono situate esclusivamente nello strato plessiforme esterno dove contraggono sinapsi con le terminazioni di coni, bastoncelli e tra gli apici dei loro stessi dendriti.

#### Cellule gangliari

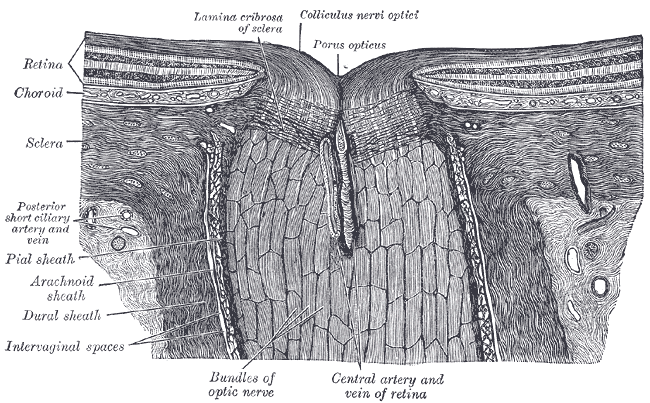
Fibre nervose che convergono nella papilla per formare il nervo ottico

Le cellule gangliari o multipolari sono neuroni multipolari che con i loro dendriti contraggono sinapsi con le cellule bipolari o le cellule amacrine nello strato plessiforme interno mentre con il loro assone si impegnano nel nervo ottico per abbandonare il globo oculare.
Le cellule che contraggono più sinapsi sono dette a parasole, mentre quelle che contraggono una singola sinapsi poiché derivano di coni della fovea sono dette nane. Anche queste possono essere on od off.

#### Cellule amacrine
Le cellule amacrine sono neuroni privi di assone in quanto i dendriti fungono anche per tale struttura. Il loro pirenoforo è in genere collocato nella parte più profonda dello strato dei granuli interni, ma si può localizzare anche a ridosso dello strato gangliare. Contraggono sinapsi con cellule bipolari (a formare le diadi) e con altre cellule amacrine usando diversi classi di neurotrasmettitori quali: glicina, acetilcolina e acido γ-aminobutirrico.

#### Cellule gliali retiniche
Sono cellule gliali che costituiscono la glia della retina e sono costituite dai normali astrociti, dalla microglia e dalle cellule di Müller che avvolgono i fotorecettori e li separano dal resto dei tipi cellulari (tranne che nelle zone sinaptiche) mantenendo l'omeostasi dell'ambiente extracellulare..

## Derivazione embriologica

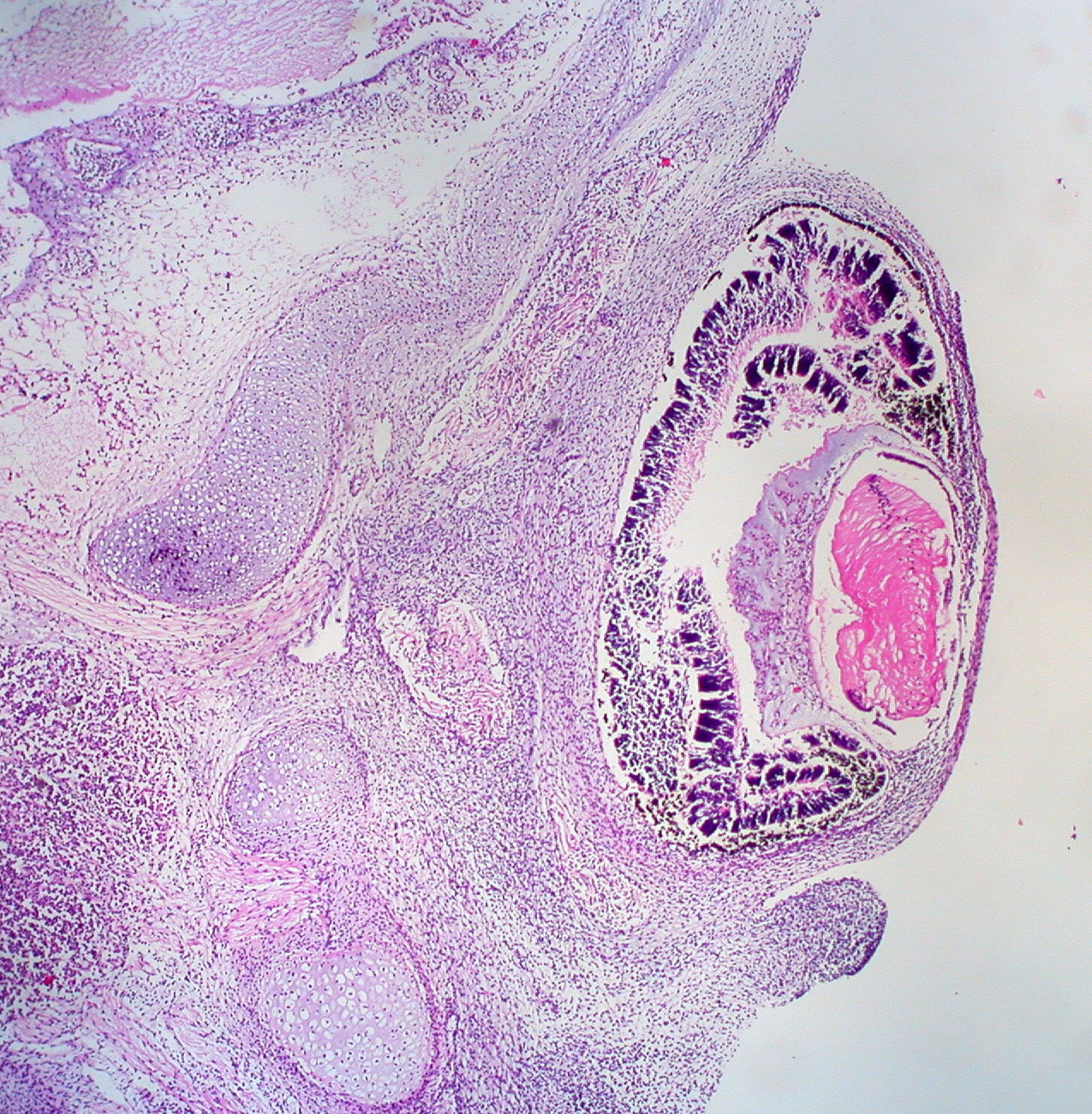
Calice ottico

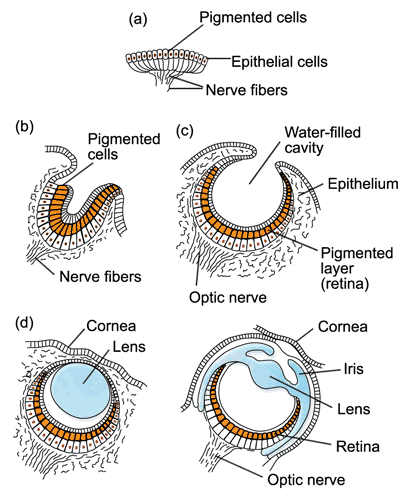
Sviluppo embriologico dell'occhio

La retina si sviluppa dalle pareti del calice ottico (un'evaginazione del prosencefalo) che è formato da due foglietti: quello esterno darà vita all'epitelio pigmentato retinico, mentre quello interno a tutti gli altri strati (parte nervosa della retina).
Questi foglietti non nascono fusi, ma separati dallo spazio intraretinico che durante lo sviluppo embrionale si fa virtuale senza portare ad una vera e propria fusione dal momento che nell'adulto poi può avvenire il distacco della retina.
Dal momento che la vescicola ottica si invagina a formare il calice ottico, le parti sensibili alla luce dei fotorecettori sono rivolti verso l'epitelio pigmentato causando un'inversione della retina. Questo comporta un passaggio obbligatorio della luce per tutto lo spessore retinico che, però, essendo trasparente non ha influenze sulle radiazioni luminose.
La mielinizzazione delle fibre del nervo ottico non si completa prima della nascita dal momento che questo avviene dopo che l'occhio è stato esposto alla luce per 10 settimane circa, ma solo fino a poco prima del disco ottico.

## Fisiologia
Con le sue cellule sensibili alle radiazioni luminose (fotorecettori) invia al cervello (attraverso il nervo ottico) le informazioni da interpretare. Tra le cellule che compongono la retina si devono ricordare: i coni, responsabili della visione a colori ma sensibili solo a luci piuttosto intense; i bastoncelli, che sono particolarmente sensibili a basse intensità di luce, ma non ai colori. I coni si suddividono in tre differenti tipologie:
- coni-S con un picco di assorbimento intorno ai 430 nanometri (sensibilità per il colore blu-violetto);
- coni-M con un picco di assorbimento intorno ai 530 nanometri (sensibilità per il colore verde);
- coni-L con un picco di assorbimento intorno ai 570 nanometri (sensibilità per la gamma dei rossi);

il colore primario giallo è assente ed al suo posto troviamo il secondario verde, per poterlo vedere serve una stimolazione elevata dei coni-M e dei coni-L, mentre deve essere quasi nulla quella dei coni-S.
I fotorecettori sono rivolti tutti verso l'esterno, rispetto al centro dell'occhio, e non verso l'interno, come potrebbe essere immaginato osservando il posizionamento di un sensore fotografico; questo per evitare effetti di riflessione interna della luce, che causerebbe riverberi inaccettabili alle immagini percepite. Per cui, prima che la luce raggiunga un fotorecettore, deve attraversare tutti i vari strati di cellule retiniche. Infatti, la membrana posteriore della retina, è molto ricca di melanina e ciò le permette di assorbire la luce incidente diretta, proveniente dalla pupilla, evitando i fenomeni di riflessione citati. 
I coni sono presenti maggiormente in una zona centrale della retina, detta fovea. Questa alta densità dei fotorecettori più fini è responsabile della visione nitida nel punto di fissazione (sono usati per leggere, ad esempio). Mentre, nella zona periferica del campo visivo, coperta per lo più dai bastoncelli, la visione risulta sfumata e molto meno definita, ma è ottima per la percezione dei movimenti anche a basse intensità luminose. 
Le cellule neurali presenti nella retina sono stratificate, a partire dai fotorecettori, e possono essere classificate in: cellule orizzontali, bipolari, amacrine e ganglionari; gli assoni di queste ultime formano il nervo ottico che si dipana a partire da una zona particolare detta papilla ottica, un'area in cui mancano i fotorecettori. Infatti, per ogni occhio esiste un punto in cui non si ha visione (il cosiddetto punto cieco, o più correttamente scotoma fisiologico). Le cellule orizzontali sono, invece, responsabili della comunicazione fra cellule dello stesso strato.
In generale a ogni cellula gangliare fanno capo più fotorecettori; nel caso dei fotorecettori presenti nella fòvea si ha una cellula gangliare ogni 1-5 coni o bastoncelli. In questo caso l'informazione visiva è il risultato di una combinazione di svariate attivazioni di diversi fotorecettori.
L'esame per misurare lo spessore e per vedere la forma della retina (con una luce polarizzata) è la tomografia ottica a coerenza di fase (OCT).

## Patologia

### Degenerazione della retina
La degenerazione maculare legata all'età (AMD) è una delle più invalidanti patologie della retina ed è un processo che in alcuni casi porta progressivamente a sviluppare nuovi vasi sanguigni (neovasi) che vanno a danneggiare questo organo, fino a impedirne il funzionamento.
Per le persone affette da degenerazione maculare neovascolare legata all'età sono disponibili (a carico del SSN) il pegaptanib ed il ranibizumab, che sono utili nel controllare l'evoluzione della malattia ma solo nella sua forma umida o essudativa, meno frequente e a più rapida evoluzione. Esiste anche un'altra sostanza, che si chiama bevacizumab, che può essere efficace in queste forme nel rallentare la degenerazione delle cellule nervose; tuttavia non è dispensata dal Servizio Sanitario Nazionale a fini oculistici. Il bevacizumab, quando viene utilizzato, è impiegato il più delle volte off-label perché originariamente è stato sintetizzato per trattare il tumore al colon.
Tuttavia, si è visto in un secondo momento che era efficace anche per altri usi. Diversi studi internazionali ne attestano l'efficacia per combattere la proliferazione incontrollata dei vasi retinici dannosi e attualmente sono in corso nuovi studi per confrontarne gli effetti con le molecole precedentemente citate. Generalmente gli effetti sono considerati simili, anche se possono differenziarsi per durata nel tempo.
In ogni caso, i farmaci generalmente possono rallentare (ma non bloccare) lo sviluppo dei neo-vasi dannosi; ma sono inefficaci nella forma più comune di degenerazione maculare legata all'età, quella detta secca o atrofica, nella quale i neo-vasi non sono presenti.

## Retina artificiale
A Roma nel 2022 è stato eseguito il primo impianto di retina artificiale per maculopatia atrofica.